# Rhotidoides
Rhotidoides är ett släkte av insekter. Rhotidoides ingår i familjen dvärgstritar.
Kladogram enligt Catalogue of Life:
| Rhotidoides | \| \| Rhotidoides dongarrensis \| \| \| \| \| \| Rhotidoides minor \| \| \| \| \| \| Rhotidoides montana \| \| \| \| \| \| Rhotidoides punctivena \| \| \| \| \| \| Rhotidoides sidnica \| \| \| \| |
|             | \| \| Rhotidoides dongarrensis \| \| \| \| \| \| Rhotidoides minor \| \| \| \| \| \| Rhotidoides montana \| \| \| \| \| \| Rhotidoides punctivena \| \| \| \| \| \| Rhotidoides sidnica \| \| \| \| |
|             | Rhotidoides dongarrensis |
|             | |
|             | Rhotidoides minor |
|             | |
|             | Rhotidoides montana |
|             | |
|             | Rhotidoides punctivena |
|             | |
|             | Rhotidoides sidnica |
|             | |